# Етнокомп'ютинг
Етнокомп'ютинг — це дослідження взаємодії між комп'ютерами і культурою. Це здійснюється через теоретичний аналіз, емпіричне дослідження та впровадження дизайну. Він включає дослідження впливу обчислювальної техніки на суспільство, а також навпаки: як культурне, історичне, особисте та суспільне походження та оточення спричиняють і впливають на інновації, розвиток, розповсюдження, підтримку та присвоєння обчислювальних артефактів чи ідей. З точки зору етнокомп'ютингу, жодна обчислювальна технологія не є культурно «нейтральною», і жодна культурна практика не є обчислювальною порожнечею. Замість того щоб сприймати культуру як перешкоду для розробки програмного забезпечення, її слід розглядати як важливий ресурс для інновацій та створення дизайну. Культурні особливості можуть зокрема надихати на нові підходи, які сприяють креативності та адаптації продуктів до різних контекстів і потреб користувачів.

## Витоки
Етнокомп'ютинг бере свій початок в етноматематиці. Існує відносно велика кількість досліджень з етноматематики, які також можна розглядати як галузь етнокомп'ютингу (наприклад, Eglash (1999) та, наприклад, Ascher & Ascher (1981)). Ідея окремого напряму була введена в 1992 році Ентоні Петрілло в «Відповідне оцінювання математичної освіти в спільноті Джос, Нігерія», дисертація (Ph.D.): Університет штату Нью-Йорк у Буффало, яку Петрілло детальніше розкрив у березні 1994 р. Етнокомп'ютери в нігерійській комп'ютерній освіті, доповідь, представлена на 31-й щорічній конференції Математичної асоціації Нігерії. Подібно до того, як інформатика сьогодні вважається областю дослідження, відмінною від математики, етнокомп'ютинг вважається темою дослідження, відмінною від етноматематики. Нижче наведено деякі аспекти етнокомп'ютингу, які мають етноматематичні коріння:
- Підрахунок і сортування: використання систематичного способу порівняння та впорядкування окремих об'єктів
- Розташування: Дослідження свого просторового оточення та концептуалізація та символізація цього оточення за допомогою моделей, карт, малюнків та інших пристроїв
- Вимірювання: кількісне визначення таких якостей, як довжина та вага, наприклад, для порівняння, класифікації чи впорядкування об'єктів.
- Проектування: застосування формальних або неформальних алгоритмічних чи обчислювальних ідей у мистецтві чи дизайні
- Гра: розробка та участь у іграх та розвагах з більш-менш формалізованими правилами, яких повинні дотримуватися всі гравці
- Пояснення: пошук систематичних способів представлення явищ або зв'язків між явищами

## Подальше читання
- Еглаш, Рон (1999) Африканські фрактали: сучасне обчислення та місцевий дизайн. Нью-Брансвік, Нью-Джерсі та Лондон: Rutgers University Press.
- Ашер, Марсія та Ашер, Роберт (1981) Математика інків: Кодекс Кіпу.
- Тедре, Матті; Сутінен, Ерккі; Кяхконен, Еско; Коммерс, Піт (2006) Етнокомп'ютинг: ІКТ у соціальному та культурному контексті . Повідомлення ACM 49(1): pp. 126–130
- Петрілло, Ентоні (1994, березень). Етнокомп'ютери в нігерійській комп'ютерній освіті. Доповідь, представлена на 31-й щорічній конференції Математичної асоціації Нігерії.